# ムコン酸
ムコン酸(Muconic acid)は、ジカルボン酸である。二重結合の周りの幾何によって、trans,trans-ムコン酸、cis,trans-ムコン酸、cis,cis-ムコン酸と呼ばれる3種類の異性体が存在する。
|             |           |         |
| trans,trans | cis,trans | cis,cis |
trans,trans-ムコン酸はヒトにおいてベンゼンの代謝物質である。尿中のこの物質の濃度の測定は、ベンゼン暴露の生体指標となる。trans,trans-ムコン酸は、アジピン酸から合成することができる。
cis,cis-ムコン酸は、ある種の細菌が様々な芳香族化合物を酵素分解することによって生成する。